# Ratpenat de Shantung
El ratpenat de Shantung (Myotis pequinius) és una espècie de ratpenat de la família dels vespertiliònids. És endèmic de la Xina, on viu a les províncies d'Anhui, Pequín, Henan, Jiangsu, Shanxi i Sichuan. El seu hàbitat natural són els boscos, on nia dins de coves. Es desconeix si hi ha cap amenaça significativa per a la supervivència d'aquesta espècie.